# Tempio ossario di Bassano del Grappa
Il tempio ossario a Bassano del Grappa, in provincia di Vicenza nella regione Veneto, è una chiesa monumentale inaugurata nel maggio del 1934. Nonostante fosse stato originariamente concepito come nuovo duomo della città, fu trasformato anche in un sacrario militare che raccoglie i resti di soldati morti nella prima guerra mondiale.

## Storia

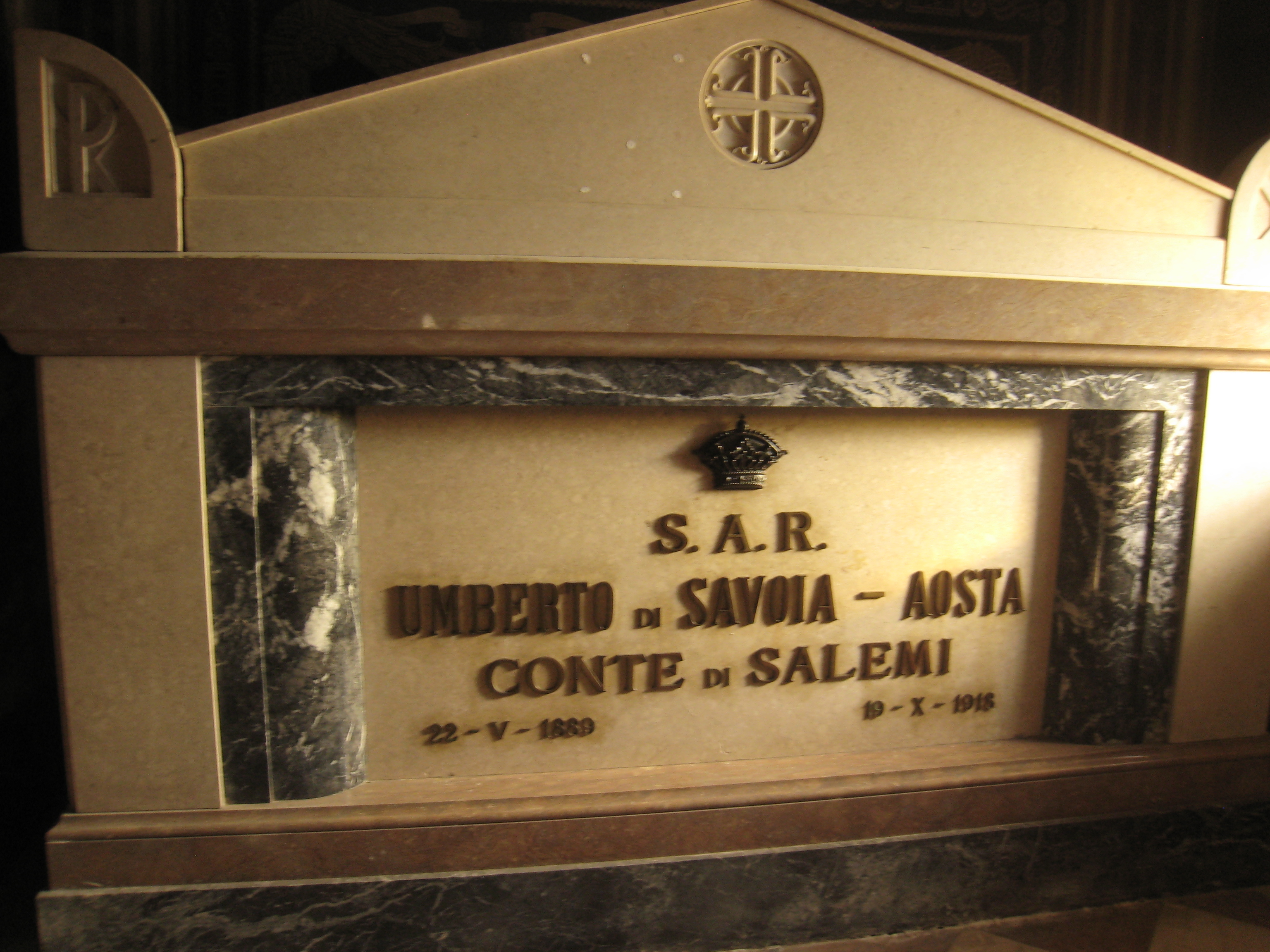
Tomba di Umberto di Savoia-Aosta conte di Salemi (1889-1918)

I lavori di costruzione della grande chiesa iniziarono nel settembre del 1908 ma, ben prima del completamento, dovettero fermarsi a causa dello scoppio della prima guerra mondiale. Il duomo rimase incompiuto fino al 1930 quando, dopo un accordo tra la parrocchia e il Ministero della difesa, fu deciso di impiegarlo anche come sacrario militare (i corpi dei caduti furono riesumati dai vari cimiteri della fascia pedemontana e riuniti in un unico luogo). Venne così completato dall'architetto Pietro Del Fabbro di Treviso e inaugurato nel 1934.
A causa della sua travagliata storia e viste le sue molteplici funzioni dipende oltre che dalla parrocchia e dal comune, anche dal Ministero della difesa.
Nel complesso monumentale sono tumulati oltre 5000 soldati provenienti da tutta Italia, dei quali oltre duecento decorati con medaglie d'argento o bronzo al valore militare. 
Tutti i nomi e i cognomi dei defunti sono noti perché il tempio contiene esclusivamente militari deceduti negli ospedali da campo.
Questi uomini, combatterono sul Monte Grappa nell'ultimo anno di guerra (1917-1918) e il gruppo più consistente faceva parte dei cosiddetti "ragazzi del 99" (conosciuti con quest'appellativo in quanto furono chiamati al fronte a diciotto anni in sostituzione dei quasi trecentomila militari morti, dispersi, feriti o disertori causati dalla disfatta di Caporetto avvenuta nell'autunno del 1917).
Il tempio ossario custodisce inoltre i corpi di quattro ufficiali decorati con la medaglia d'oro e anche i resti del principe Umberto di Savoia-Aosta, conte di Salemi, nipote del primo re d'Italia Vittorio Emanuele II e fratello del duca d'Aosta.
Nel fondo della chiesa, vicino alla porta centrale è presente una lapide dedicata alle vittime delle guerre. 
All'interno del sacrario riposano anche ottantasette tra militari (morti in Germania e in Russia) e civili deceduti sotto i bombardamenti a Bassano (trasferiti dal locale cimitero di Santa Croce).

## Descrizione
Esternamente il tempio, costruito in stile gotico veneziano, con tracce di romanico, si eleva su un basamento di sette scalini in pietra bianca di Pove del Grappa ed è sormontato da una cupola ottagonale alla quale si affiancano due campanili di sessanta metri. 
L'ampia facciata è divisa da due paraste in tre scompartimenti, si eleva fino a un'altezza di ventotto metri ed è sormontata da una croce in pietra.
Sopra la porta principale è presente un rosone del diametro di circa dieci metri, in pietra di San Gottardo e due rosoni minori (sopra le porte laterali).
Sopra la porta centrale c'è l'immagine del Redentore, nella lunetta di sinistra è raffigurato san Bassiano, patrono della città, e in quella di destra beata Giovanna Maria Bonomo.
L'interno del tempio è a croce latina, lungo metri 75, largo metri 37 e, al transetto, m 43, con una superficie complessiva di circa 1400 metri quadrati.

## Visite
Ogni anno il tempio ossario è mediamente meta di viaggio di circa 8.000 visitatori con pellegrinaggi organizzati da ex-combattenti o familiari degli stessi e da associazioni patriottiche.